# Kaleița, Loveci
Kaleița (în bulgară Калейца) este un sat în comuna Troian, regiunea Loveci,  Bulgaria. 

## Demografie
Componența etnică a satului Kaleița
     Bulgari (62,15%)
     Nicio identificare (36,86%)
     Altele (0,97%)
La recensământul din 2011, populația satului Kaleița era de 613 locuitori. Din punct de vedere etnic, majoritatea locuitorilor (62,15%) erau bulgari. Pentru 36,86% din locuitori nu este cunoscută apartenența etnică.